# Artur z Connaughtu
Artur z Connaughtu (Artur Frederik Patrik Albert; 13. ledna 1883, Windsor – 12. září 1938, Londýn) byl britský vojenský důstojník a vnuk královny Viktorie. Od 20. listopadu 1920 do 21. ledna 1924 sloužil jako generální guvernér britského dominia Jihoafrická unie.

## Původ a mládí

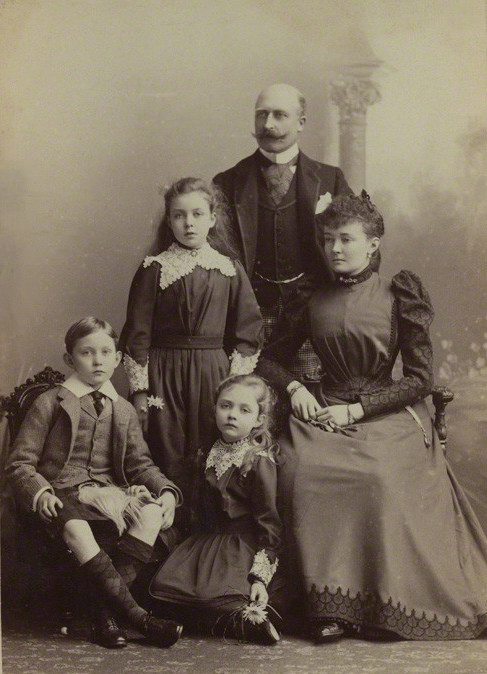
Vévoda a vévodkyně z Connaughtu se svými dětmi v roce 1893.

Princ Artur se narodil 13. ledna 1883 na hradě Windsor jako syn prince Artura, vévody z Connaughtu a Strathearnu a princezny Luisy Markéty Pruské. Jeho otec byl třetím synem královny Viktorie a prince Alberta Sasko-Kobursko-Gothajského.
Artur byl pokřtěn v soukromé kapli na hradě Windsor 16. února 1883 a jeho kmotry byli královna Viktorie (jeho babička z otcovy strany), německá císařovna (jeho praprateta z matčin strany, zastoupena jeho tetou Beatrix), Fridrich Leopold Pruský (strýc z matčiny strany, zastoupen německým velvyslancem hrabětem Münsterem), nizozemská princezna Marie (teta z matčiny strany, zastoupena hraběnkou Münsterovou), vévoda Jiří z Cambridge (královnin bratranec) a Alfréd, vévoda z Edinburghu (strýc z otcovy strany, kterého na křtinách zastoupil jeho bratr, princ Eduard z Walesu).
Artur byl prvním královským princem, který studoval na Eton College. Ve své rodině byl znám jako "young Arthur" ("mladý Artur"), aby jej odlišili od jeho otce.

## Vojenská kariéra
Princ Artur studoval na Eton College, tu však předčasně opustil, aby ve věku šestnácti let a dvou měsíců vstoupil na Royal Military College v Sandhurstu. V květnu 1901 byl jmenován druhým poručíkem 7. pluku husarů. Následujícího roku byl poprvé v aktivní službě. Po konci druhé búrské války většina britských vojáků opustila jižní Afriku, ale byli tam vysláni 7. husaři, aby udrželi mír. Princ Artur a 230 mužů jeho pluku opustili v říjnu 1902 Southampton a později téhož měsíce dorazili do Kapského Města. Několik měsíců princ strávil v Krugersdorpu. V roce 1907 byl povýšen na kapitána 2. pluku dragounů. V roce 1920 se stal vrchním plukovníkem tohoto pluku.
Během první světové války princ Artur sloužil jako pobočník generálů Johna Frenche a Douglase Haiga, po sobě jdoucích velitelů britského expedičního sboru ve Francii a Belgii. V roce 1919 byl jmenován podplukovníkem a v roce 1922 se stal plukovníkem v záloze. V říjnu 1922 byl princ Artur povýšen do čestné hodnosti generálmajora a stal se pobočníkem svého bratrance, krále Jiřího V.
Vzhledem k tomu, že královy děti byly příliš malé na to, aby mohly vykonávat veřejné povinnosti, až do konce první světové války, vykonával princ Artur řadu ceremoniálních povinností doma i v zahraničí.

## Manželství

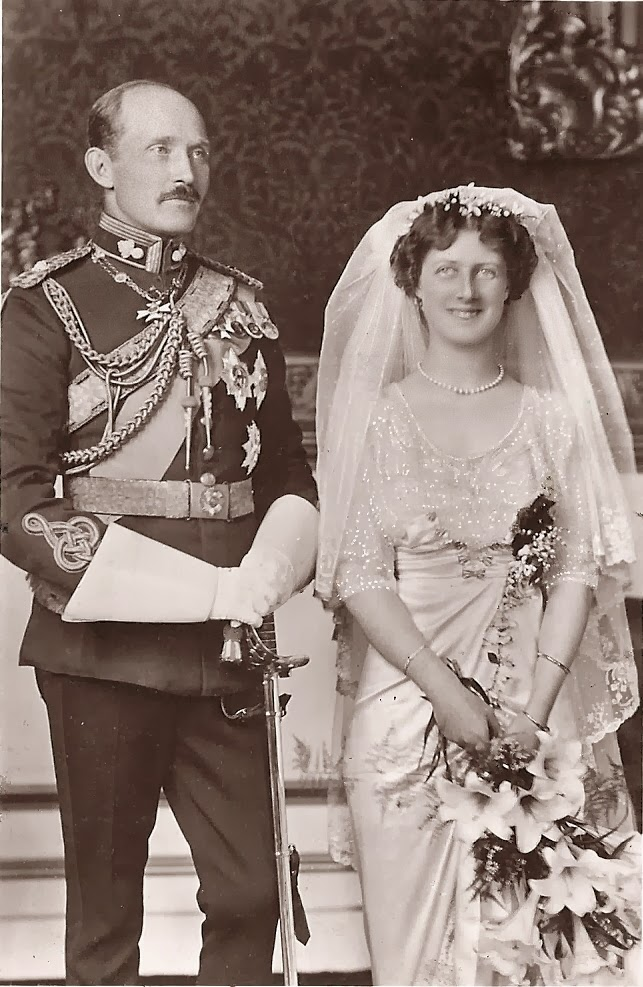
Svatební den prince Artura z Connaughtu a vévodkyně z Fife.

15. října 1913 se třicetiletý princ Artur v královské kapli St James's Palace v Londýně oženil s o osm let mladší Alexandrou, 2. vévodkyní z Fife.
Pár doprovázelo pět družiček: princezna Marie, princezna Maud z Fife, princezna Mary Somersetová, její sestra Helena a May z Tecku.
Princezna Alexandra byla nejstarší dcerou a dědičkou 1. vévody z Fife a Princess Royal, nejstarší dcery krále Eduarda VII. Manželé spolu měli jednoho syna, který dostal jméno Alastair.

## Pozdější život

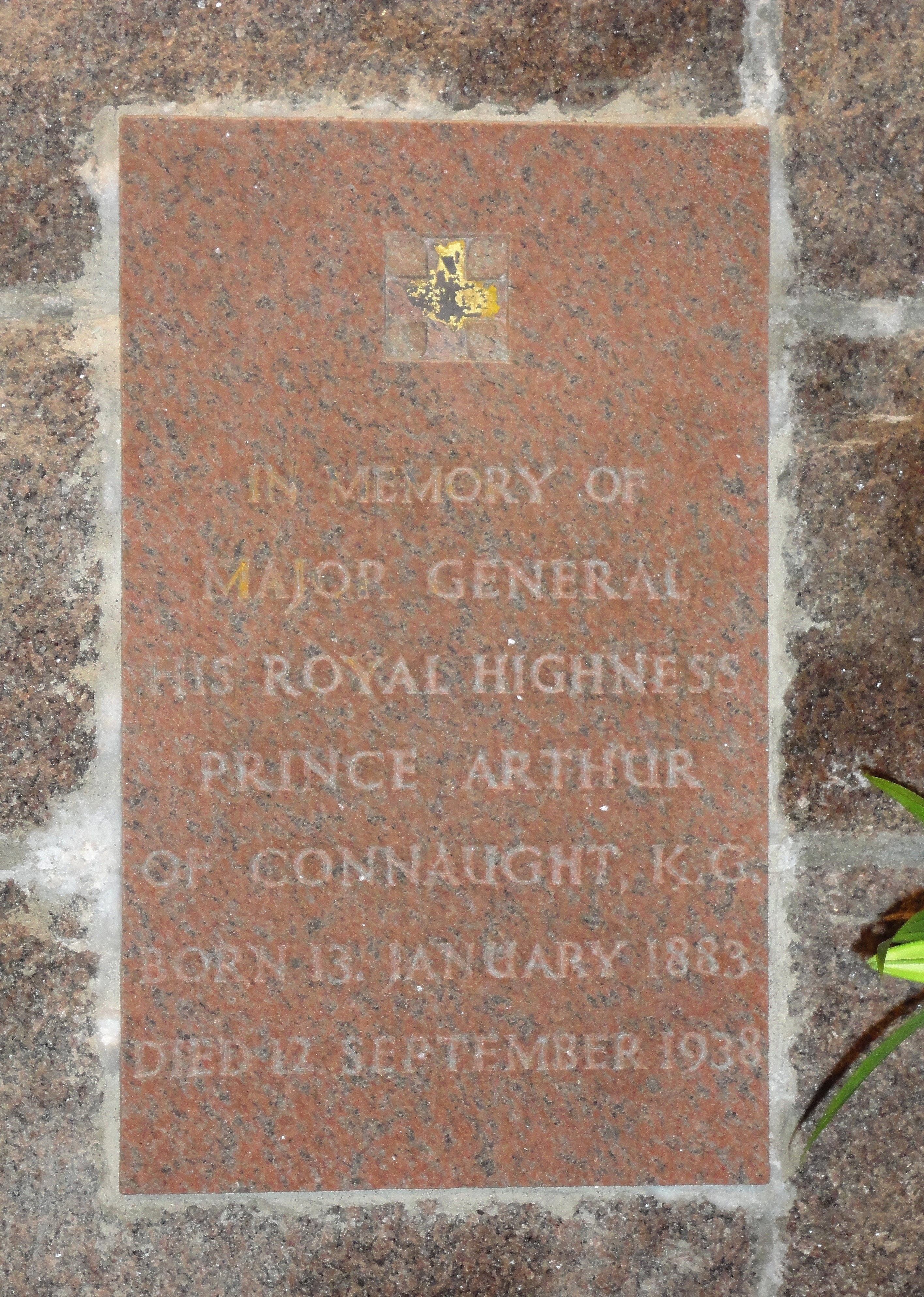
Kaple sv. Niniana, Braemar - nástěnná deska připomínající prince Artura z Connaughtu (1883–1938)

Po nástupu svého bratrance Jiřího V. na trůn byli princ Artur a jeho stárnoucí otec nejstaršími mužskými členy královské rodiny, kteří pobývali ve Spojeném království. Z tohoto důvodu přijal jménem krále nejrůznější královské povinnosti a v době nepřítomnosti krále působil jako státní rádce.
Na příkaz krále v roce 1906 udělil japonskému císaři Meidžimu podvazkový řád jako uznání anglo-japonského spojenectví. V roce 1918 byl hostem na palubě japonské bitevní lodi Kirišima, když cestovala z Japonska do Kanady. Navštívil Tokio a Nagoju a byl přivítán v parku Tsuruma a v Buntenkaku a pak odcestoval do Kjóta. V roce 1920 se Artur stal po vikomtovi Sydneym Charlesi Buxtonovi generálním guvernérem a vrchním velitelem jižní Afriky. Po něm v roce 1924 převzal tento post hrabě z Athlone. Po návratu do Británie se princ Artur zapojil do řady charitativních organizací, mimo jiné jako předseda představenstva nemocnice Middlesex. Stejně jako jeho otec, vévoda z Connaughtu, byl aktivním zednářem, v roce 1924 se stal zemským velmistrem pro Berkshire.
Princ Artur z Connaughtu zemřel 12. září 1938 ve věku 55 let na karcinom žaludku. Pohřben byl na královském pohřebišti ve Frogmore. Jedním z jeho posledních veřejných vystoupení byla korunovace krále Jiřího VI. a královny Alžběty v květnu 1937. Jeho otec, vévoda z Connaughtu, jej přežil o čtyři roky. Arturův jediný syn Alastair užíval po roce 1917 zdvořilostní titul hrabě z MacDuffu, v roce 1942 se stal po smrti svého děda 2. vévodou z Connaughtu a Strathearnu a hrabětem ze Sussexu.

## Vývod z předků
|                    |                                     |  |                     |                                          |  |  |  |  |  |  |  | František Sasko-Kobursko-Saalfeldský |
|                    |                                     |  |                     |                                          |  |  |  |  |  |  |  |                                      |
|                    | Arnošt I. Sasko-Kobursko-Gothajský  |  |                     |                                          |  |  |  |  |  |  |  |                                      |
|                    |                                     |  |                     |                                          |  |  |  |  |  |  |  |                                      |
|                    |                                     |  |                     | Augusta Reuss Ebersdorf                  |  |  |  |  |  |  |  |                                      |
|                    |                                     |  |                     |                                          |  |  |  |  |  |  |  |                                      |
|                    | Albert Sasko-Kobursko-Gothajský     |  |                     |                                          |  |  |  |  |  |  |  |                                      |
|                    |                                     |  |                     |                                          |  |  |  |  |  |  |  |                                      |
|                    |                                     |  |                     | Augustus Sasko-Gothajsko-Altenburský     |  |  |  |  |  |  |  |                                      |
|                    |                                     |  |                     |                                          |  |  |  |  |  |  |  |                                      |
|                    | Luisa Sasko-Gothajsko-Altenburská   |  |                     |                                          |  |  |  |  |  |  |  |                                      |
|                    |                                     |  |                     |                                          |  |  |  |  |  |  |  |                                      |
|                    |                                     |  |                     | Luisa Šarlota Meklenbursko-Zvěřínská     |  |  |  |  |  |  |  |                                      |
|                    |                                     |  |                     |                                          |  |  |  |  |  |  |  |                                      |
|                    | Artur Sasko-Koburský                |  |                     |                                          |  |  |  |  |  |  |  |                                      |
|                    |                                     |  |                     |                                          |  |  |  |  |  |  |  |                                      |
|                    |                                     |  |                     | Jiří III.                                |  |  |  |  |  |  |  |                                      |
|                    |                                     |  |                     |                                          |  |  |  |  |  |  |  |                                      |
|                    | Eduard August Hannoverský           |  |                     |                                          |  |  |  |  |  |  |  |                                      |
|                    |                                     |  |                     |                                          |  |  |  |  |  |  |  |                                      |
|                    |                                     |  |                     | Šarlota Meklenbursko-Střelická           |  |  |  |  |  |  |  |                                      |
|                    |                                     |  |                     |                                          |  |  |  |  |  |  |  |                                      |
|                    | Královna Viktorie                   |  |                     |                                          |  |  |  |  |  |  |  |                                      |
|                    |                                     |  |                     |                                          |  |  |  |  |  |  |  |                                      |
|                    |                                     |  |                     | František Sasko-Kobursko-Saalfeldský     |  |  |  |  |  |  |  |                                      |
|                    |                                     |  |                     |                                          |  |  |  |  |  |  |  |                                      |
|                    | Viktorie Sasko-Kobursko-Saalfeldská |  |                     |                                          |  |  |  |  |  |  |  |                                      |
|                    |                                     |  |                     |                                          |  |  |  |  |  |  |  |                                      |
|                    |                                     |  |                     | Augusta Reuss Ebersdorf                  |  |  |  |  |  |  |  |                                      |
|                    |                                     |  |                     |                                          |  |  |  |  |  |  |  |                                      |
| Artur z Connaughtu |                                     |  |                     |                                          |  |  |  |  |  |  |  |                                      |
|                    |                                     |  |                     |                                          |  |  |  |  |  |  |  |                                      |
|                    |                                     |  | Fridrich Vilém III. |                                          |  |  |  |  |  |  |  |                                      |
|                    |                                     |  |                     |                                          |  |  |  |  |  |  |  |                                      |
|                    | Karel Pruský                        |  |                     |                                          |  |  |  |  |  |  |  |                                      |
|                    |                                     |  |                     |                                          |  |  |  |  |  |  |  |                                      |
|                    |                                     |  |                     | Luisa Meklenbursko-Střelická             |  |  |  |  |  |  |  |                                      |
|                    |                                     |  |                     |                                          |  |  |  |  |  |  |  |                                      |
|                    | Fridrich Karel Pruský               |  |                     |                                          |  |  |  |  |  |  |  |                                      |
|                    |                                     |  |                     |                                          |  |  |  |  |  |  |  |                                      |
|                    |                                     |  |                     | Karel Fridrich Sasko-Výmarsko-Eisenašský |  |  |  |  |  |  |  |                                      |
|                    |                                     |  |                     |                                          |  |  |  |  |  |  |  |                                      |
|                    | Marie Sasko-Výmarsko-Eisenašská     |  |                     |                                          |  |  |  |  |  |  |  |                                      |
|                    |                                     |  |                     |                                          |  |  |  |  |  |  |  |                                      |
|                    |                                     |  |                     | Marie Pavlovna Romanovová                |  |  |  |  |  |  |  |                                      |
|                    |                                     |  |                     |                                          |  |  |  |  |  |  |  |                                      |
|                    | Luisa Markéta Pruská                |  |                     |                                          |  |  |  |  |  |  |  |                                      |
|                    |                                     |  |                     |                                          |  |  |  |  |  |  |  |                                      |
|                    |                                     |  |                     | Fridrich Anhaltsko-Desavský              |  |  |  |  |  |  |  |                                      |
|                    |                                     |  |                     |                                          |  |  |  |  |  |  |  |                                      |
|                    | Leopold IV. Anhaltský               |  |                     |                                          |  |  |  |  |  |  |  |                                      |
|                    |                                     |  |                     |                                          |  |  |  |  |  |  |  |                                      |
|                    |                                     |  |                     | Amálie Hesensko-Homburská                |  |  |  |  |  |  |  |                                      |
|                    |                                     |  |                     |                                          |  |  |  |  |  |  |  |                                      |
|                    | Marie Anna Anhaltsko-Desavská       |  |                     |                                          |  |  |  |  |  |  |  |                                      |
|                    |                                     |  |                     |                                          |  |  |  |  |  |  |  |                                      |
|                    |                                     |  |                     | Ludvík Karel Pruský                      |  |  |  |  |  |  |  |                                      |
|                    |                                     |  |                     |                                          |  |  |  |  |  |  |  |                                      |
|                    | Bedřiška Vilemína Pruská            |  |                     |                                          |  |  |  |  |  |  |  |                                      |
|                    |                                     |  |                     |                                          |  |  |  |  |  |  |  |                                      |
|                    |                                     |  |                     | Frederika Meklenbursko-Střelická         |  |  |  |  |  |  |  |                                      |
|                    |                                     |  |                     |                                          |  |  |  |  |  |  |  |                                      |